# ラ・ベル・フェロニエール
『ラ・ベル・フェロニエール』（仏: La Belle Ferronnière）は、イタリアの美術家レオナルド・ダ・ヴィンチが描いた肖像画。ルーヴル美術館所蔵。かつて日本では『ミラノの貴婦人の肖像』と呼ばれた。これは「美しき金物商」の意であり、17世紀初めにはこの作品に描かれている女性が金物商の妻あるいは娘だと考えられていたことによる。また、フランス王フランソワ1世の有名な愛人であるル・フェロン (Le Ferron) も婉曲的に「ベル・フェロニエール (Belle Ferronnière) と呼ばれていた。

## 概要
女性を描いたレオナルドの別の肖像画『白貂を抱く貴婦人』も、一時期『ベル・フェロニエール』と呼ばれていた。『白貂を抱く貴婦人』のモデルは、ミラノ公ルドヴィーコ・スフォルツァの愛妾だったチェチーリア・ガッレラーニだといわれている。『白貂を抱く貴婦人』がポーランドのチャルトリスキ公爵家が所蔵していたときに『ベル・フェロニエール』という題名で呼ばれており、一時期『ミラノの貴婦人の肖像』と混同されたことがある。これはどちらの肖像画の女性も金細工の髪飾り「フェロニエール」をつけていることにも一因があった。
『ミラノの貴婦人の肖像』に描かれている女性が誰なのかは分かっていない。ロンドンのナショナル・ギャラリーが2011年11月9日から2012年2月5日にかけて開催した「レオナルド・ダ・ヴィンチ - ミラノ宮廷画家」のカタログでは、ミラノ公ルドヴィーコ・スフォルツァの公妃ベアトリーチェ・デステではないかとしている。他に、ルドヴィーコ・スフォルツァの愛人ルクレツィア・クリヴェッリがモデルだという説もある。
『ミラノの貴婦人』の作者はレオナルドではないとする説もある。ルーヴル美術館は、レオナルドのミラノ滞在中にレオナルドに影響を受けた近しい画家の作品の可能性もあるとしている。美術史家バーナード・ベレンソンは、パヴィーア出身の女流画家ベルナルディーノ・デ・コンティ (en:Bernardino de' Conti) だとしている。19世紀から20世紀のイギリス人美術史家ハーバート・クックは、レオナルドの工房出身のジョヴァンニ・アントーニオ・ボルトラッフィオ (Giovanni Antonio Boltraffio) だと主張していたが、レオナルド本人の筆致が見られるとして、1904年に自身の説を撤回した。
フランス革命以前からフランス王室が所蔵していた。

## 複製画
『ミラノの貴婦人の肖像』の後期ヴァージョンだとするキャンバスに描かれた絵画が、カンザスシティ美術研究所 (en:Kansas City Art Institute) に持ち込まれたことがある。しかしながらこの絵画は、著名な画商ジョゼフ・デュヴィーン (en:Joseph Duveen, 1st Baron Duveen) が写真をもとに制作された模写だと判定し、1920年に『ニューヨーク・ワールド』紙で発表された。これに対し、模写とされた絵画の所有者アンドレー・ラルドゥ・アーンは、自身の財産に対する根拠なき中傷で名誉毀損に当たるとして訴訟を起こし、バーナード・ベレンソン、ロジャー・フライといった専門家や、ナショナル・ギャラリー、アムステルダム国立美術館をも巻込んだ騒動へと発展した。ルーヴル美術館に持ち込んでの『ミラノの貴婦人の肖像画』との詳細比較なども行われたが、最終的にはレオナルドのこともモレッリ式作品鑑定についてもほとんど知識のない陪審員を前にして公聴会が開かれた。この裁判には60,000ドル以上という非常に高額の裁判費用がかかっていた
。アーンが所有していた『ミラノの貴婦人の肖像』の「模写」は、数十年後の2010年1月28日に「1750年以前に描かれたレオナルドの追随者」の作品としてサザビーズのオークションにかけられ、予想落札額の三倍となる150万ドルで落札された。落札者はアメリカのコレクターとしか分かっていない。
19世紀に描かれた『ミラノの貴婦人の肖像』の複製画がシャンベリの美術館に保管されている。